# Mērsrags (udde)
Mērsrags är en udde i Lettland.   Den ligger i Talsi kommun, i den nordvästra delen av landet, 80 km nordväst om huvudstaden Riga.